# Kurt Nogan
Kurt Nogan (Cardiff, 9 settembre 1970) è un ex calciatore gallese, di ruolo attaccante.

## Biografia
Suo fratello Lee è stato a sua volta un calciatore professionista.

## Carriera

### Club
Esordisce tra i professionisti all'età di 18 anni con il Luton Town, club della prima divisione inglese; gioca con gli Hatters per quattro stagioni consecutive, nelle quali totalizza complessivamente 3 reti in 33 presenze in questa categoria; in particolare, mette a segno 2 reti in 10 partite nella stagione 1989-1990, nella stagione 1990-1991 gioca 9 partite senza mai segnare ed infine nella stagione 1991-1992 realizza una rete in 14 presenze. Nella parte finale della stagione 1991-1992 è invece tesserato dal Peterborough Utd, club di terza divisione, con cui non gioca però nessuna partita di campionato.
Tra il 1992 ed il 2000 gioca poi ininterrottamente con vari club di terza divisione (Brighton, Burnley e Preston N.E.), giocando regolarmente da titolare (totalizza infatti complessivamente 282 presenze e 109 reti nell'arco di queste otto stagioni, vincendo anche un campionato con il Preston nella stagione 1999-2000). Nella stagione 2000-2001 realizza invece una rete in 14 presenze in quarta divisione con la maglia dei gallesi del Cardiff City, club della sua città natale, con il quale conquista una promozione in terza divisione; si ritira sempre nel 2001, all'età di 31 anni, dopo una breve parentesi con i semiprofessionisti del Tiverton Town.
In carriera ha totalizzato complessivamente 333 presenze e 113 reti nei campionati della Football League.

### Nazionale
Tra il 1990 ed il 1991 ha giocato 2 partite nella nazionale gallese Under-21.

## Palmarès

### Club

#### Competizioni nazionali
- Second Division: 1

Preston: 1999-2000

### Individuale
- Squadra dell'anno della PFA: 1

1995-1996 (Second Division)